# Sakiusa Bureitakiyaca

a Compétitions nationales et continentales officielles uniquement.

b Matchs officiels uniquement.
Dernière mise à jour le 2 août 2025.
Sakiusa Bureitakiyaca, né le 2 février 1992 à Suva, est un joueur fidjien de rugby à XV qui évolue au poste d'ailier.

## Biographie
Sakiusa Bureitakiyaca joue au rugby à XV avec le club fidjien des Stallions, ainsi qu'avec le Marist RFC d'Auckland,. Il évolue également sous le maillot national fidjien, en catégorie des moins de 20 ans,.
À l'intersaison 2014, il quitte Auckland et rejoint l'Europe et signe en Pro D2 avec l'US Dax, avec un contrat professionnel de deux saisons,. À son terme, ce contrat est prolongé. Ses prestations en début de saison 2016-2017 lui permettent alors de figurer dans le haut du classement des meilleurs marqueurs de Pro D2.
En fin de contrat au terme de la saison, il prolonge à nouveau avec le club rouge et blanc en 2018, pour une saison supplémentaire. Néanmoins, il fait valoir sa clause libératoire après la relégation du club dacquois en Fédérale 1 au terme de la saison. Il s'engage ainsi avec le Soyaux Angoulême XV. Dès sa première saison, il devient l'un des cadres de l'équipe charentaise.
Alors que son départ du club charentais est acté lors de l'intersaison 2020, Bureitakiyaca rejoint le Stade dijonnais en Nationale. Néanmoins, il n'y termine pas la saison, étant transféré au Stade niçois à la fin du mois de mars 2021, alors premier du championnat de Nationale.
À l'intersaison 2021, il porte le maillot du club de rugby à sept du Monaco Rugby Sevens lors de l'étape d'Aix-en-Provence du Supersevens.
En février 2023, Bureitakiyaca signe un contrat d'une année plus une optionnelle avec l'US Carcassonne, alors pensionnaire de Pro D2, pour la saison à venir.
À l'intersaison 2024, il rejoint le club de Rouen Normandie Rugby en Nationale pour une saison.
La saison suivante, il s'engage avec Rodez Rugby, tout juste promu en Fédérale 2.